# Širvan (Azerbajdžan)
Širvan (azerski: Şirvan) je jedan od republičkih gradova, pod izravnom upravom države Azerbajdžan. Prema procjeni iz 2018. god. grad je imao oko 85.800 stanovnika.

## Zemljopisne odlike
Grad se nalazi na lijevoj obali rijeke Kure, na istočnoj strani Širvanske ravnice. Grad je prometno čvorište, osnovan po otkriću naftnog polja Kurovdag. Grad također uključuje naselje Hadžigarahmanli i Bajramli. 
Ljetni mjeseci su obično suhi i vrlo vrući zbog polupustinjske klime. Temperatura može narasti do 44 °C, što često rezultira umjerenim uvjetima suše. Nasuprot tome, zima je hladna, ali ne i teška, rijetko se temperatura spušta ispod -6 °C.

## Povijest
Arheološki uzorci pronađeni u okolici grada svjedoče o naseljavanju ovih krajeva u antičko doba. Na području na kojem se nalazi Širvan, nekoć su prolazili karavanski putevi. Tijekom arheoloških iskopavanja 2 km od grada, u donjem dijelu Mišovdaga, otkriveni su ostaci gradskog naselja iz 14. stoljeća. U obrtničkim četvrtima ovog grada sačuvano je 12 lončarskih peći u vrlo dobrom stanju. Tu su također pronađeni razni predmeti svakodnevnog života, a sačuvani su ornamenti narodnih obrta, tkanja tepiha, kamenih rezbarija i nakita.
Grad se spominje tek u 19. stoljeću kada ga je 1796. god. naselila grupa ruskih vojnika (Kozaka) i dali mu ime Zubovka. Dobio je ime po vojnom zapovjedniku koji je vodio marš, Valerijanu Zubovu, kojega je lokalno stanovništvo zvalo Karačuktar. Zubovka se zvao sve do 1938. godine kada mu je ime promenjeno u Ali Bajramli, koje će nositi sve do 2008. godine. Imao je status sela, a 28. srpnja 1954. dobio je status brdskog okruga, da bi status grada dobio 4. siječnja 1963. god.
Konačno ime, Širvan, dobiva 25. travnja 2008. godine na prijedlog azerbajdžanskog parlamenta. Širvan je izvedenica iz Šira (perzijski:یر, „lav”). 
Tijekom povijesti, grad je pretrpio brojne poplave, zbog blizine rijeke i relativno niske nadmorske visine većeg dijela grada.

## Stanovništvo
Prema popisu stanovništva iz 2018. godine, ukupan broj stanovnika grada bio je 85.800, što je 24,3% više nego 2000. god. Također, broj muškaraca je bio 42.100, a žena 43.700, dok je 27,3% maldih osoba (od 14-29 godina). Azeri čine veliku većinu stanovništva, tj. 68.652 (99,7%), a najveća manjina su Mešketski Turci (Gruzijski Turci), njih 207 (0,3%).
| 1989.  | 2000.  | 2005.  | 2010.  | 2018.  |
| ------ | ------ | ------ | ------ | ------ |
| 58.253 | 69.000 | 71.000 | 75.700 | 85.800 |

## Gospodarstvo
Grad je naftno središte regije Širvan, koji je u jednom trenutku dao značajan dio tekućeg goriva proizvedenog na kopnu. U gradu su razvijena inženjerska poduzeća, lagana i prehrambena industrija. Osim toga, željeznički čvor prolazi kroz grad.
Proizvodnja nafte i plina te cjelokupni kompleks goriva i energije bili su i ostaju temelj gradske ekonomije. Kao i prije, danas oko 90% bruto proizvodnje u gradu pada na ovu industriju.

## Vanjske poveznice
|  | Zajednički poslužitelj ima još gradiva o temi Širvan (Azerbajdžan) |

- Službene stranice grada  Arhivirana inačica izvorne stranice od 27. lipnja 2019. (Wayback Machine) (az.)
- Forum posvećen Širvanu  Arhivirana inačica izvorne stranice od 19. travnja 2021. (Wayback Machine) (rus.)